# Шилін-Гол
43°56′43″ пн. ш. 116°05′09″ сх. д. / 43.94517° пн. ш. 116.08588° сх. д.
Шилін-Гол (кит. 锡林郭勒盟, пін. Xīlínguōlè Méng; монг. Шилийн Гол аймаг) — адміністративна одиниця другого рівня у складі автономії Внутрішня Монголія, КНР. Центр префектури і найбільше місто — Шилін-Хото.
Префектура межує з провінцією Хебей на півдні та Монголією (аймаки Дорнод і Сухе-Батор на півночі та Дорноговь на північному заході відповідно).

## Адміністративний поділ
Префектура поділяється на 2 міста, 1 повіт і 9 хошунів:
| Карта | Карта                    | Карта        | Карта            |
| --- | ------------------------ | ------------ | ---------------- |
| ① Сунід – · Правий стяг Сунід – · Лівий стяг ② Абга ③ ④ ⑤ Шилін-Хото ⑥ Уджимчин – · Східний стяг Уджимчин – · Західний стяг ① Ерен-Хото ② Сянхуан ③ Чженсянбай ④ Тайбус ⑤ Чженлань ⑥ Долунь |                          |              |                  |
| Статус | Назва                    | Оригінал     | Населення (2020) |
| Місто | Ерен-Хото                | 二连浩特市   | 75 794           |
| Місто | Шилін-Хото               | 锡林浩特市   | 349 953          |
| Повіт | Долунь                   | 多伦县       | 103 736          |
| Хошун | Абга                     | 阿巴嘎旗     | 38 589           |
| Хошун | Сунід – Лівий стяг       | 苏尼特左旗   | 33 643           |
| Хошун | Сунід – Правий стяг      | 苏尼特右旗   | 62 402           |
| Хошун | Сянхуан                  | 镶黄旗       | 27 399           |
| Хошун | Тайбус                   | 太仆寺旗     | 109 370          |
| Хошун | Уджимчин – Західний стяг | 西乌珠穆沁旗 | 99 255           |
| Хошун | Уджимчин – Східний стяг  | 东乌珠穆沁旗 | 94 076           |
| Хошун | Чженлань                 | 正蓝旗       | 69 908           |
| Хошун | Чженсянбай               | 正镶白旗     | 42 950           |